# Geophagus abalios
Geophagus abalios är en fiskart som beskrevs av López-fernández och Donald C.Taphorn 2004. Geophagus abalios ingår i släktet Geophagus och familjen Cichlidae. Inga underarter finns listade i Catalogue of Life.